# Awetí
L'awetí o aweti és una de les llengües tupí del centre del Brasil. Parlada pels indígenes que viuen al llarg de l’alt riu Xingu, la llengua corre el perill d’extingir-se amb un descens de 150 parlants vius. Els awetis viuen en una zona multilingüe a causa que s'hi assentaren diversos pobles indígenes de diverses regions. A la recerca de refugi, molta gent s'ha traslladat a la reserva com a resultat del colonialisme europeu.

## Situació sociolingüítica
El 2002 es va produir un canvi important a la tribu Xingu. Un grup d'awetis es va separar del poble principal i en va construir el propi. Com que la família parlava tant aweti com kamaiurá, va disminuir la quantitat de parlants aweti al poble principal i va continuar disminuint la quantitat de parlants aweti al nou poble a mesura que començaven a comunicar-se només en kamaiura. Per això, molts aweti només parlen kamaiurá avui en dia. La majoria dels awetis són multilingües. El portuguès és l'idioma principal del Brasil, de manera que molts awetis també parlen portuguès, especialment la generació més jove, ja que es parla a l'escola.

## Nom de l'idioma
La llengua també es pot trobar sota les formes Awety, Awetö, Aueto, Aueti, Auiti, Auití i Auetö, i variants semblants.
El nom de la llengua prové de l'etnònim [aˈwɨtɨ] amb el qual els awetis són coneguts entre els grups veïns. Es diuen [awɨˈtɨʐa], amb el sufix col·lectiu awetí-za, i anomenen la seva pròpia llengua [awɨˈtɨʐa tʃĩˈʔĩŋku], Awytyza ti'ingku (llengua dels awetis).
En els escrits dels primers exploradors alemanys, el nom apareix com “Auetö” o “Auetö́”. (És a dir, la primera [ɨ], sense accent en awetí, era representada com a〈e〉, possiblement per la semblança amb ‘schwa’ [ə], un so comú amb l'alemany. La segona [ɨ] era escrita com a 〈ö〉, una lletra que representa en alemany els sons [œ] i [ø], que també s'acosten una mica a [ɨ].)
La 〈u〉 fou substituï posteriorment per〈w〉 (d’acord amb les regles de representació de noms indígenes establerts per l’Associació Antropològica del Brasil, ABA), i l'〈ö〉, desconeguda en portuguès, fou substituïda per〈i〉, amb menys freqüència per 〈o〉, o de vegades fins i tot per〈e〉o〈y〉.
Actualment, la designació més comuna per al grup i la seva llengua és awetí o aweti (aquest últim s'utilitza més sovint en portuguès).

## Fonologia

### Consonants
|            | Labial | Alveolar | Retroflex | Palatal | Velar | Glotal |
| ---------- | ------ | -------- | --------- | ------- | ----- | ------ |
| Nasal      | m      | n        |           |         | ŋ     |        |
| Oclusiva   | p      | t        |           |         | k     | ʔ      |
| Africada   |        | t͡s       | ʐ         |         |       |        |
| Fricativa  |        |          |           |         | ɣ     | (h)    |
| Bategant   |        |          |           | ɾ       |       |        |
| Aproximant |        | l        |           | j       | w     |        |

L'aweti no conté oclusives sonores, però la llengua té accent. s i ʃ se substitueixen per ts.

### Vocals
| Vowels | Vowels | Vowels |
| ------ | ------ | ------ |
| i ĩ    | ɨ ɨ̃    | u ũ    |
| ɛ ɛ̃    |        | ɔ ɔ̃    |
|        | a ã    |        |

Aquestes són totes les vocals que s'utilitzen en aweti. Com és habitual en les llengües tupí, cada vocal té una contrapartida nasal i plana.

## Lexicalitat
La subordinació té un gran paper en la parla i el text awetí. La modificació nominal i la complementació de predicats s'utilitzen a través de frases subordinades.